# Margalit Matitiahu
Margalit Matitiahu (hebreo, מַרְגָּלִית מַתִּתְיָהוּ) (Tel Aviv, 1935) es una escritora israelí en hebreo y ladino.

## Trayectoria
Tras el Holocausto, su padres se establecieron en Israel procedentes de Salónica (Grecia) y descendientes de judeoespañoles de León. Estudió filología hebrea y filosofía en la Universidad Bar Ilán. 
Comenzó a escribir en hebreo y en 1988 publicó en ladino Curtijo Quemado (obra recogida más tarde en Vela de luz), un desgarrador testimonio de la destrucción nazi escrito durante un viaje en el verano de 1986 a las comunidades judías de Grecia. Ha trabajado como locutora de radio e investiga el judeoespañol: ha estudiado la prensa judía de Salónica en ladino durante el período 1860-1940 y el desarrollo de la poesía en esta lengua. Además le interesa el papel de la mujer en la sociedad y pertenece a la Academia Mundial de Arte y Cultura (de la que es Doctora Honoris Causa), al PEN club israelí y a la Asociación Hebrea de Escritores. Ha participado en congresos y encuentros de todo el mundo y ha recibido numerosos premios.

## Obra en hebreo
- Por el vidrio de la ventana (1976)
- El no silencio veraniego (1979)
- Cartas blancas (1983)
- Esposada (1987)
- Escaleras de media noche (1995)
- La duda (Hebraica Ediciones, Madrid, 2011) Su primer libro de narrativa, compuesto por siete relatos.

## Obra en ladino
- Alegrica (1993)
- Matriz de luz & Vela de la luz (1997)
- Kamino de Tormento (2000)
- Vagabondo Eternel & Bozes en la Shara (2001)

## CD
- Aromas & Memorias (2005) poemas recitados por la cantante SuZy.